# مسييه 70

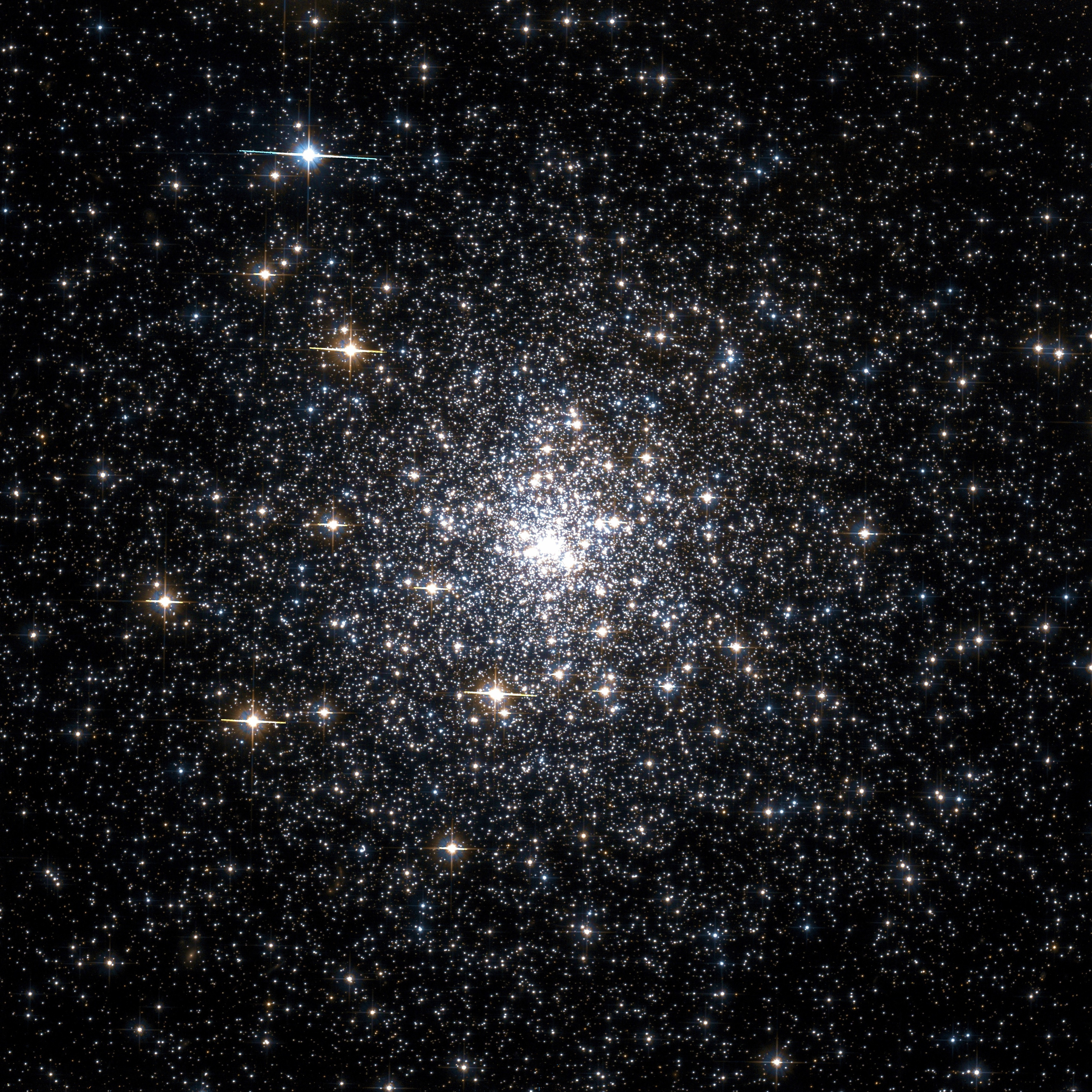

مسييه 70 أو م70 (بالإنجليزية: Messier 70) أو NGC 6681 طبقا للفهرس الجديد هو تجمع نجمي مغلق توجد في كوكبة الرامي (كوكبة). اكتشفها شارل مسييه عام 1780.
يبعد مسييه 70 عن الأرض نحو 29.300 سنة ضوئية ويقع بالقرب من مركز المجرة، وهو بالتقريب في نفس
سطوع جاره التجمع النجمي المغلق مسييه 69. وتوجد فيه اثنين فقط من النجوم المتغيرة.

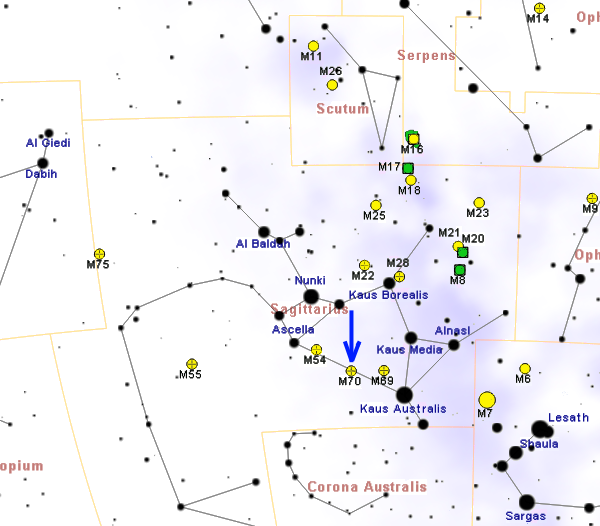
مسييه 70

تبلغ درجة لمعانه 0و9 قدر ظاهري، كما يبلغ قطره 8و7 دقيقة قوسية.

## اقرأ أيضا
- انفجار أشعة غاما 080319ب
- انفجار أشعة غاما 090423
- مجرة ماجلان الكبرى
- مجرة حلزونية
- منطقة هيدروجين II
- نجم
- مجرة
- قزم أبيض
- عملاق أحمر
- الانفجار العظيم
- خط زمني للانفجار العظيم
- نجم نيوتروني
- ثقب أسود

## وصلات خارجية
- Messier 70, SEDS Messier pages
- Messier 70, Galactic Globular Clusters Database page
- موقع الكون